# Louis Renault (przemysłowiec)
Louis Renault (ur. 12 lub 15 lutego 1877 w Paryżu, zm. 24 października 1944 we Fresnes) – francuski przemysłowiec, jeden z pionierów światowej motoryzacji.
Louis Renault był najmłodszym z pięciorga dzieci burżuazyjnej paryskiej rodziny. Jego ojciec, Alfred był dobrze usytuowanym przedsiębiorcą, zajmującym się handlem tekstyliami, a jego matka Louise była córką bogatego sklepikarza. Już od najmłodszych lat Louis Renault był entuzjastą mechaniki, spędzającym długie godziny w warsztacie samochodowym Serpollet.
W rodzinnej posiadłości w Billancourt (niedaleko Paryża) Renault urządził swój pierwszy warsztat, w którym pracował m.in. nad silnikami Panhard. 1 października 1898, wraz ze swoim starszym bratem Marcelem, zbudował na podstawie pojazdu marki De Dion-Bouton swój pierwszy samochód. Nowością konstrukcyjną była trzybiegowa skrzynia przekładniowa (skrzynia prędkości) z przesuwnymi kołami zębatymi oraz wał napędowy, przekazujący napęd z silnika, znajdującego się z przodu pojazdu, na tylne koła.
24 grudnia 1898 wygrał zakład ze swoim przyjacielem udowadniając, że jego wynalazek jest w stanie pokonać wzniesienie przy ulicy Lépic w Montmartre. Wyczyn ten zaowocował również 12 zamówieniami na auta.
Louis dostrzegł potencjał rozwijającego się rynku motoryzacyjnego i w 1899 wspólnie z braćmi Marcelem i Fernandem założył firmę Renault Frères. Początkowo finansami i administracją zajmowali się jego bracia, ale po śmierci Marcela w 1903 i odejściu w 1908 Fernanda (z powodów zdrowotnych) Loius przejął całkowitą kontrolę nad firmą.
Przez następne czterdzieści lat Louis zarządzał firmą Renault zapewniając jej gwałtowną ekspansję. Louis Renault wprowadził do swoich aut wiele innowacji, z których większość używana jest po dziś dzień, m.in. turbosprężarkę, hydrauliczne amortyzatory, hamulce bębnowe, wtrysk paliwa, taksometr. Po I wojnie światowej został odznaczony Krzyżem Wielkim Legii Honorowej za projekty dla wojska, szczególnie za rewolucyjny czołg Renault FT-17.
Podczas II wojny światowej Renault, podobnie jak inne francuskie firmy, był nadzorowany przez nazistów. Po wyzwoleniu Louis Renault został aresztowany we wrześniu 1944 roku pod zarzutem kolaboracji z Niemcami, a jego majątek został znacjonalizowany. Miesiąc później zmarł w niewyjaśnionych okolicznościach, oczekując na proces w więzieniu Fresnes. W 2011 roku spadkobiercy Renaulta wytoczyli rządowi Francji proces, domagając się odszkodowania za bezprawną nacjonalizację. 11 stycznia 2012 roku sąd w Paryżu oddalił pozew siedmiorga wnucząt Louisa Renault.